# Bob Quinn Lake Airport

i7
i11
i13
Der Bob Quinn Lake Airport ist ein Regionalflughafen in der kanadischen Provinz British Columbia. Er liegt in der Zeitzone UTC-8 (DST-7). IATA YBO, TC LID: CBW4. Es ist keine Tankstelle oder Service vorhanden. Am Flughafen stationiert ist von Mai bis Oktober die Charterflugfirma Lakelse Air mit einigen Hubschraubern und dem dazugehörigen Service.

## Start- und Landebahn
Landebahn 14/32, Länge 1280 m, Breite 45 m, Schotter.

## Flugverbindungen
Der Flughafen wird von Hawkair bzw. einer Tochtergesellschaft angeflogen.